# Consorti dei sovrani spagnoli
Di seguito è riportato l'elenco delle donne che sono state le consorti dei sovrani della Spagna unita dopo la Reconquista alle quali è riconosciuto lo status di regina consorte; la lista contiene anche un re consorte, marito di Isabella II. L'elenco comprende anche la dinastia dei Bonaparte, anche se il re Giuseppe non è stato riconosciuto come tale dalle Cortes Generales.

## Asburgo (1516-1700)
| Immagine | Nome                                                       | Padre                                              | Nascita          | Matrimonio       | Divenne Consorte                  | Cessò di essere Consorte                                 | Morte            | Consorte    | Stemma |
| -------- | ---------------------------------------------------------- | -------------------------------------------------- | ---------------- | ---------------- | --------------------------------- | -------------------------------------------------------- | ---------------- | ----------- | ------ |
|          | Isabella di Portogallo                                     | Manuele I di Portogallo (Aviz-Beja)                | 24 ottobre 1503  | 11 marzo 1526    | 11 marzo 1526                     | 1º maggio 1539                                           | 1º maggio 1539   | Carlo I     |        |
|          | Maria I d'Inghilterra                                      | Enrico VIII d'Inghilterra (Tudor)                  | 18 febbraio 1516 | 25 luglio 1554   | 16 gennaio 1556 ascesa del marito | 17 novembre 1558                                         | 17 novembre 1558 | Filippo II  |        |
|          | Elisabetta di Valois                                       | Enrico II di Francia (Valois-Angoulême)            | 2 aprile 1545    | 22 giugno 1559   | 22 giugno 1559                    | 3 ottobre 1568                                           | 3 ottobre 1568   | Filippo II  |        |
|          | Anna d'Austria                                             | Massimiliano II, Sacro Romano Imperatore (Asburgo) | 1º novembre 1549 | 4 maggio 1570    | 4 maggio 1570                     | 26 ottobre 1580                                          | 26 ottobre 1580  | Filippo II  |        |
|          | Margherita d'Austria-Stiria                                | Carlo II, arciduca d'Austria (Asburgo)             | 25 dicembre 1584 | 18 aprile 1599   | 18 aprile 1599                    | 3 ottobre 1611                                           | 3 ottobre 1611   | Filippo III |        |
|          | Elisabetta di Francia                                      | Enrico IV di Francia (Borbone)                     | 22 novembre 1602 | 25 novembre 1615 | 31 marzo 1621 ascesa del marito   | 6 ottobre 1644                                           | 6 ottobre 1644   | Filippo IV  |        |
|          | Maria Anna d'Austria                                       | Ferdinando III, Sacro Romano Imperatore (Asburgo)  | 22 dicembre 1634 | 7 ottobre 1649   | 7 ottobre 1649                    | 17 settembre 1665 morte del marito                       | 16 maggio 1696   | Filippo IV  |        |
|          | Maria Luisa d'Orléans                                      | Filippo I, duca d'Orléans (Borbone-Orléans)        | 26 marzo 1662    | 19 novembre 1679 | 19 novembre 1679                  | 12 febbraio 1689                                         | 12 febbraio 1689 | Carlo II    |        |
|          | Maria Anna del Palatinato-Neuburg                          | Filippo Guglielmo, elettore Palatino (Wittelsbach) | 28 ottobre 1667  | 14 maggio 1690   | 14 maggio 1690                    | 1º novembre 1700 morte del marito                        | 16 luglio 1740   | Carlo II    |        |
|          | Elisabetta Cristina di Brunswick-Wolfenbüttel (contestata) | Luigi Rodolfo di Brunswick-Lüneburg (Welfen)       | 28 agosto 1691   | 1º agosto 1708   | 1º agosto 1708                    | 2 luglio 1715 rinuncia del marito alle pretese sul trono | 21 dicembre 1750 | Carlo III   |        |

## Borbone (1700-1808)
| Immagine | Nome                        | Padre                                           | Nascita           | Matrimonio       | Divenne Consorte                              | Cessò di essere Consorte               | Morte             | Consorte      | Stemma |
| -------- | --------------------------- | ----------------------------------------------- | ----------------- | ---------------- | --------------------------------------------- | -------------------------------------- | ----------------- | ------------- | ------ |
|          | Maria Luisa di Savoia       | Vittorio Amedeo II di Savoia (Savoia)           | 17 settembre 1688 | 2 novembre 1701  | 2 novembre 1701                               | 14 febbraio 1714                       | 14 febbraio 1714  | Filippo V     |        |
|          | Elisabetta Farnese          | Odoardo, principe ereditario di Parma (Farnese) | 22 ottobre 1692   | 24 dicembre 1714 | 24 dicembre 1714                              | 14 gennaio 1724 abdicazione del marito | 11 luglio 1766    | Filippo V     |        |
|          | Luisa Elisabetta d'Orléans  | Filippo II, duca d'Orléans (Borbone-Orléans)    | 11 dicembre 1709  | 20 gennaio 1722  | 14 gennaio 1724 ascesa del marito             | 31 agosto 1724 morte del marito        | 16 giugno 1742    | Luigi I       |        |
|          | Elisabetta Farnese          | Odoardo, principe ereditario di Parma (Farnese) | 22 ottobre 1692   | 24 dicembre 1714 | 6 settembre 1724 risalita del marito al trono | 9 luglio 1746 morte del marito         | 11 luglio 1766    | Filippo V     |        |
|          | Maria Barbara di Portogallo | Giovanni V di Portogallo (Braganza)             | 4 dicembre 1711   | 20 gennaio 1729  | 9 luglio 1746 ascesa del marito               | 27 agosto 1758                         | 27 agosto 1758    | Ferdinando VI |        |
|          | Maria Amalia di Sassonia    | Augusto III di Polonia e Sassonia (Wettin)      | 24 novembre 1724  | 31 ottobre 1737  | 10 agosto 1759 ascesa del marito              | 27 settembre 1760                      | 27 settembre 1760 | Carlo III     |        |
|          | Maria Luisa di Parma        | Filippo I di Parma (Borbone-Parma)              | 9 dicembre 1751   | 4 settembre 1765 | 14 dicembre 1788 ascesa del marito            | 19 marzo 1808 abdicazione del marito   | 2 gennaio 1819    | Carlo IV      |        |

## Bonaparte (1808-1813)
| Immagine | Nome        | Padre          | Nascita          | Matrimonio     | Divenne Consorte                 | Cessò di essere Consorte                | Morte         | Consorte   | Stemma |
| -------- | ----------- | -------------- | ---------------- | -------------- | -------------------------------- | --------------------------------------- | ------------- | ---------- | ------ |
|          | Julie Clary | François Clary | 26 dicembre 1771 | 1º agosto 1794 | 1º agosto 1808 ascesa del marito | 11 dicembre 1813 abdicazione del marito | 7 aprile 1845 | Giuseppe I |        |

## Borbone (Prima Restaurazione, 1813-1868)
| Immagine | Nome                             | Padre                                                             | Nascita         | Matrimonio        | Divenne Consorte  | Cessò di essere Consorte                   | Morte            | Consorte       | Stemma |
| -------- | -------------------------------- | ----------------------------------------------------------------- | --------------- | ----------------- | ----------------- | ------------------------------------------ | ---------------- | -------------- | ------ |
|          | Maria Isabella di Portogallo     | Giovanni VI del Portogallo (Braganza)                             | 19 maggio 1797  | 29 settembre 1816 | 29 settembre 1816 | 26 dicembre 1818                           | 26 dicembre 1818 | Ferdinando VII |        |
|          | Maria Giuseppa di Sassonia       | Massimiliano, principe ereditario di Sassonia (Wettin)            | 7 dicembre 1803 | 20 ottobre 1819   | 20 ottobre 1819   | 18 maggio 1829                             | 18 maggio 1829   | Ferdinando VII |        |
|          | Maria Cristina delle Due Sicilie | Francesco I delle Due Sicilie (Borbone-Due Sicilie)               | 27 aprile 1806  | 11 dicembre 1829  | 11 dicembre 1829  | 29 settembre 1833 morte del marito         | 22 agosto 1878   | Ferdinando VII |        |
|          | Francesco d'Assisi di Spagna     | Francesco di Paola di Borbone, infante di Spagna (Borbone-Spagna) | 13 maggio 1822  | 10 ottobre 1846   | 10 ottobre 1846   | 30 settembre 1868 deposizione della moglie | 17 aprile 1902   | Isabella II    |        |

## Savoia (1870-1873)
| Immagine | Nome                                    | Padre                                                                        | Nascita       | Matrimonio     | Divenne Consorte                   | Cessò di essere Consorte                | Morte           | Consorte | Stemma |
| -------- | --------------------------------------- | ---------------------------------------------------------------------------- | ------------- | -------------- | ---------------------------------- | --------------------------------------- | --------------- | -------- | ------ |
|          | Maria Vittoria dal Pozzo della Cisterna | Carlo Emanuele dal Pozzo, principe della Cisterna (Dal Pozzo della Cisterna) | 9 agosto 1847 | 30 maggio 1863 | 16 novembre 1870 ascesa del marito | 11 febbraio 1873 abdicazione del marito | 8 novembre 1876 | Amedeo I |        |

## Borbone (Seconda Restaurazione, 1874-1931)
| Immagine | Nome                           | Padre                                                    | Nascita         | Matrimonio       | Divenne Consorte | Cessò di essere Consorte              | Morte           | Consorte     | Stemma |
| -------- | ------------------------------ | -------------------------------------------------------- | --------------- | ---------------- | ---------------- | ------------------------------------- | --------------- | ------------ | ------ |
|          | Maria Mercedes d'Orléans       | Antonio d'Orléans, duca di Montpensier (Borbone-Orléans) | 24 giugno 1860  | 23 gennaio 1878  | 23 gennaio 1878  | 26 giugno 1878                        | 26 giugno 1878  | Alfonso XII  |        |
|          | Maria Cristina d'Austria       | Carlo Ferdinando, arciduca d'Austria (Asburgo-Lorena)    | 21 luglio 1858  | 29 novembre 1879 | 29 novembre 1879 | 25 novembre 1885 morte del marito     | 6 febbraio 1929 | Alfonso XII  |        |
|          | Vittoria Eugenia di Battenberg | Enrico, principe di Battenberg (Battenberg)              | 24 ottobre 1887 | 31 maggio 1906   | 31 maggio 1906   | 14 aprile 1931 deposizione del marito | 15 aprile 1969  | Alfonso XIII |        |

## Borbone (Terza Restaurazione, 1975-oggi)
| Immagine | Nome            | Padre                                                      | Nascita           | Matrimonio     | Divenne Consorte                   | Cessò di essere Consorte              | Morte     | Consorte      | Stemma |
| -------- | --------------- | ---------------------------------------------------------- | ----------------- | -------------- | ---------------------------------- | ------------------------------------- | --------- | ------------- | ------ |
|          | Sofia di Grecia | Paolo di Grecia (Schleswig-Holstein-Sonderburg-Glücksburg) | 2 novembre 1938   | 14 maggio 1962 | 22 novembre 1975 ascesa del marito | 18 giugno 2014 abdicazione del marito | in vita   | Juan Carlos I |        |
|          | Letizia Ortiz   | Jesús José Ortiz                                           | 15 settembre 1972 | 22 maggio 2004 | 19 giugno 2014 ascesa del marito   | In carica                             | In carica | Filippo VI    |        |